# Antoine (Arkansas)
Antoine – miasto w Stanach Zjednoczonych, w stanie Arkansas, w hrabstwie Pike.